# Isotta Fraschini TS 40
L'Isotta Fraschini TS 40 è stato un modello di filobus a due sezioni.

## Storia
Alla produzione di questi veicoli furono coinvolte diverse aziende: l'Officina Meccanica della Stanga di Padova (OMS) realizzò il telaio, l'Isotta Fraschini realizzò la carrozzeria e la Tecnamasio Italiano Brown Boveri (Tibbi) fornì l'impianto elettrico.
A partire dal 1938 diverse vetture furono impiegate per la rete filoviaria di Milano e di Como rimanendo in servizio fino a gli anni '70.
L'Isotta Fraschini TS 40 fu il primo filobus a due sezioni (snodato) utilizzato nel territorio della Cecoslovacchia. Dopo la seconda guerra mondiale, i filobus furono ricostruiti presso la Škoda di Plzeň e nel 1946 iniziarono le attività filoviarie a Litvínov.

## Descrizione
L'Isotta Fraschini TS 40 è un filobus a tre assi, a doppia sezione, con struttura a telaio. L'asse motore era quello centrale, gli altri erano sterzanti. Il telaio della carrozzeria, realizzato in profilati d'acciaio, era in lamiera, mentre l'interno era ulteriormente rivestito in compensato verniciato. L'accesso al veicolo era garantito da due porte pieghevoli a quattro ante sul lato destro. I sedili erano disposti trasversalmente all'interno.
Il prototipo era parzialmente diverso dai veicoli di produzione. Al posto di una membrana di copertura nel giunto c'era solo un cosiddetto ventilatore che garantiva la rotazione del veicolo solo in direzione verticale.